# Max Seliger
Max Seliger, född den 12 maj 1865 i Bublitz, död den 10 maj 1920 i Leipzig, var en tysk målare och etsare.
Seliger blev 1904 lärare vid Berlins konstindustriskola, senare professor och direktör för Akademien för grafisk konst i Leipzig. Han intog en framträdande ställning i dekorativ konst både som lärare och med egna arbeten: utkast till målade fönster, väggbilder, mosaik, illustrationer till böcker, ex libris et cetera (således mosaiker och glasmålerier för Kaiser-Wilhelm-Gedächtniskirche i Berlin och väggbilder i gymnasiet i Wurzen).